# Góry, West Pomeranian Voivodeship
Góry [ˈɡurɨ] (trước đây là Bergen của Đức) là một ngôi làng thuộc khu hành chính của Gmina Białogard, thuộc quận Białogard, West Pomeranian Voivodeship, ở phía tây bắc Ba Lan. Nó nằm khoảng 12 kilômét (7 mi)   phía nam Białogard và 111 km (69 mi) về phía đông bắc của thủ đô khu vực Szczecin.
Đối với lịch sử của khu vực, xem Lịch sử của Pomerania.